# Ophioscincus
Genre
Ophioscincus est un genre de sauriens de la famille des Scincidae.

## Répartition
Les trois espèces de ce genre sont endémiques d'Australie. Elles se rencontrent au Queensland et en Nouvelle-Galles du Sud.

## Liste des espèces
Selon The Reptile Database (1 novembre 2012) :
- Ophioscincus cooloolensis Greer & Cogger, 1985
- Ophioscincus ophioscincus (Boulenger, 1887)
- Ophioscincus truncatus (Peters, 1876)

## Publication originale
- Peters, 1874 : Über neue Saurier (Spæriodactylus, Anolis, Phrynosoma, Tropidolepisma, Lygosoma, Ophioscincus) aus Centralamerica, Mexico und Australien. Monatsberichte der Königlichen Akademie der Wissenschaften zu Berlin, vol. 1873, p. 738-747 (texte intégral).